# Mickleby
Mickleby is een civil parish in het bestuurlijke gebied Scarborough, in het Engelse graafschap North Yorkshire.
Volgens de in 2011 gehouden volkstelling heeft Mickleby 283 inwoners.
Het gebied van deze meest recente volkstelling omvat nu tevens de inwoners van Barnby en Ellerby.
Dit huidige grotere gebied telde bij de volkstelling van 2001 een inwoneraantal van 274. Mickleby alleen had bij de volkstelling van 2001 een inwoneraantal van 165.